# 消防ポンプ
消防ポンプ（しょうぼうポンプ）は、消防用水を供給するために用いられるポンプ。

## 概要
消防ポンプの分類は、固定の有無から定置式、可搬式（消防ポンプ自動車を含む）。動力源の分類として電気式、内燃（ガソリンエンジン、ディーゼルエンジン）式、手動式に大別できる。定置式は、主にビルなど建築物のスプリンクラーや消火栓への水供給に用いられ、可搬式は屋外の火災現場の水供給に用いられる。
日本の動力式消防ポンプは、消防法および関係法令により、放水量や水源などが規定されている。